# حسین دولت‌آبادی
حسین دولت‌آبادی نویسندهٔ ایرانی است. وی برادر کوچکتر محمود دولت‌آبادی است .

### نگارش
- کبودان
- خون اژدها
- گدار
- مریم مجدلیّه
- دارکوب
- باد سرخ
- ایستگاه باستیل
- زندان سکندر

### ویراستاری
- ماه مجروح کمال رفعت صفائی